# 옥사나 슬리벤코
옥사나 니콜라예브나 슬리벤코(러시아어: Окса́на Никола́евна Сливе́нко, 1986년 12월 20일~)는 러시아의 전직 역도 선수이다. 2008년 하계 올림픽 여자 라이트헤비급에서 금메달을 획득했으며 세계 선수권 대회에서 금메달 3개, 은메달 1개를 획득했다. 